# 环南漪湖公路
環南漪湖公路，簡稱南漪湖環線，是位于宣城市的一条省级环线道路，编为安徽604省道。该道路途经宣城市宣州區朱橋鄉（青湖鄉）、貍橋鎮、飛鯉鄉(廣德市)、河棚镇、畢橋镇、沈村鎮。S604朱沈路里程8.582公里，采用双车道二级公路标准建设，设计速度60公里每小时，计划2021年8月竣工。